# 2004–2005-ös UEFA-bajnokok ligája (egyenes kieséses szakasz)
A 2004–2005-ös UEFA-bajnokok ligája egyenes kieséses szakasza 2005. február 22-én kezdődött, és május 25-én ért véget az isztambuli Atatürk Olimpiai Stadionban rendezett döntővel. Az egyenes kieséses szakaszban az a 16 csapat vett részt, amelyek a csoportkör során a saját csoportjuk első két helyének valamelyikén végeztek.

## Lebonyolítás
A döntő kivételével mindegyik mérkőzés oda-visszavágós rendszerben zajlott. A két találkozó végén az összesítésben jobbnak bizonyuló csapatok jutottak tovább a következő körbe. Ha az összesítésnél az eredmény döntetlen volt, akkor az idegenben több gólt szerző csapat jutott tovább. Amennyiben az idegenben lőtt gólok száma is azonos volt, akkor 30 perces hosszabbítást rendeztek a visszavágó rendes játékidejének lejárta után. Ha a 2×15 perces hosszabbításban gólt/gólokat szerzett mindkét együttes, és az összesített állás egyenlő volt, akkor a vendég csapat jutott tovább idegenben szerzett góllal/gólokkal. Gólnélküli hosszabbítás esetén büntetőpárbajra került sor. A döntőt egy mérkőzés keretében rendezték meg.

## Résztvevők
| Csoport   | Csoportelső        | Csoportmásodik    |
| --------- | ------------------ | ----------------- |
| A csoport | AS Monaco          | Liverpool FC      |
| B csoport | Bayer Leverkusen   | Real Madrid       |
| C csoport | Juventus           | Bayern München    |
| D csoport | Olympique Lyonnais | Manchester United |
| E csoport | Arsenal            | PSV Eindhoven     |
| F csoport | AC Milan           | FC Barcelona      |
| G csoport | Internazionale     | Werder Bremen     |
| H csoport | Chelsea            | FC Porto          |

## Ágrajz
|  | Nyolcaddöntők      | Nyolcaddöntők      | Nyolcaddöntők  | Nyolcaddöntők  | Nyolcaddöntők |   |                 | Negyeddöntők    | Negyeddöntők | Negyeddöntők | Negyeddöntők | Negyeddöntők |  |  | Elődöntők | Elődöntők | Elődöntők | Elődöntők | Elődöntők |  |  | Döntő | Döntő | Döntő |  |
|  |                    |                    |                |                |               |   |                 |                 |              |              |              |              |  |  |           |           |           |           |           |  |  |       |       |       |  |
|  | Manchester United  | Manchester United  | 0              | 0              | 0             |   |                 |                 |              |              |              |              |  |  |           |           |           |           |           |  |  |       |       |       |  |
|  | Manchester United  | Manchester United  | 0              | 0              | 0             |   |                 |                 |              |              |              |              |  |  |           |           |           |           |           |  |  |       |       |       |  |
|  | AC Milan           | AC Milan           | 1              | 1              | 2             |   |                 |                 |              |              |              |              |  |  |           |           |           |           |           |  |  |       |       |       |  |
|  | AC Milan           | AC Milan           | 1              | 1              | 2             |   | AC Milan        | AC Milan        | 2            | 3            | 5            |              |  |  |           |           |           |           |           |  |  |       |       |       |  |
|  |                    |                    |                |                |               |   | AC Milan        | AC Milan        | 2            | 3            | 5            |              |  |  |           |           |           |           |           |  |  |       |       |       |  |
|  |                    |                    | Internazionale | Internazionale | 0             | 0 | 0               |                 |              |              |              |              |  |  |           |           |           |           |           |  |  |       |       |       |  |
|  | FC Porto           | FC Porto           | Internazionale | Internazionale | 0             | 0 | 0               | 1               | 1            | 2            |              |              |  |  |           |           |           |           |           |  |  |       |       |       |  |
|  | FC Porto           | FC Porto           |                |                |               |   |                 |                 |              | 2            |              |              |  |  |           |           |           |           |           |  |  |       |       |       |  |
|  | Internazionale     | Internazionale     | 1              | 3              | 4             |   |                 |                 |              |              |              |              |  |  |           |           |           |           |           |  |  |       |       |       |  |
|  | Internazionale     | Internazionale     | 1              | 3              | 4             |   | AC Milan (i.g.) | AC Milan (i.g.) | 2            | 1            | 3            |              |  |  |           |           |           |           |           |  |  |       |       |       |  |
|  |                    |                    |                |                |               |   |                 |                 |              |              |              |              |  |  |           |           |           |           |           |  |  |       |       |       |  |
|  |                    |                    | PSV Eindhoven  | PSV Eindhoven  | 0             | 3 | 3               |                 |              |              |              |              |  |  |           |           |           |           |           |  |  |       |       |       |  |
|  | Werder Bremen      | Werder Bremen      | PSV Eindhoven  | PSV Eindhoven  | 0             | 3 | 3               | 0               | 2            | 2            |              |              |  |  |           |           |           |           |           |  |  |       |       |       |  |
|  | Werder Bremen      | Werder Bremen      |                |                |               |   |                 |                 |              | 2            |              |              |  |  |           |           |           |           |           |  |  |       |       |       |  |
|  | Olympique Lyonnais | Olympique Lyonnais | 3              | 7              | 10            |   |                 |                 |              |              |              |              |  |  |           |           |           |           |           |  |  |       |       |       |  |
|  | Olympique Lyonnais | Olympique Lyonnais | 3              | 7              | 10            |   | Lyon            | Lyon            | 1            | 1            | 2 (2)        |              |  |  |           |           |           |           |           |  |  |       |       |       |  |
|  |                    |                    |                |                |               |   | Lyon            | Lyon            | 1            | 1            | 2 (2)        |              |  |  |           |           |           |           |           |  |  |       |       |       |  |
|  |                    |                    | PSV Eindhoven  | PSV Eindhoven  | 1             | 1 | 2 (4)           |                 |              |              |              |              |  |  |           |           |           |           |           |  |  |       |       |       |  |
|  | PSV Eindhoven      | PSV Eindhoven      | PSV Eindhoven  | PSV Eindhoven  | 1             | 1 | 2 (4)           | 1               | 2            | 3            |              |              |  |  |           |           |           |           |           |  |  |       |       |       |  |
|  | PSV Eindhoven      | PSV Eindhoven      |                |                |               |   |                 |                 |              | 3            |              |              |  |  |           |           |           |           |           |  |  |       |       |       |  |
|  | AS Monaco          | AS Monaco          | 0              | 0              | 0             |   |                 |                 |              |              |              |              |  |  |           |           |           |           |           |  |  |       |       |       |  |
|  | AS Monaco          | AS Monaco          | 0              | 0              | 0             |   | AC Milan        | AC Milan        | 3 (2)        |              |              |              |  |  |           |           |           |           |           |  |  |       |       |       |  |
|  |                    |                    |                |                |               |   |                 |                 |              |              |              |              |  |  |           |           |           |           |           |  |  |       |       |       |  |
|  |                    |                    | Liverpool      | Liverpool      | 3 (3)         |   |                 |                 |              |              |              |              |  |  |           |           |           |           |           |  |  |       |       |       |  |
|  | FC Barcelona       | FC Barcelona       | Liverpool      | Liverpool      | 3 (3)         | 2 | 2               | 4               |              |              |              |              |  |  |           |           |           |           |           |  |  |       |       |       |  |
|  | FC Barcelona       | FC Barcelona       |                |                |               |   |                 | 4               |              |              |              |              |  |  |           |           |           |           |           |  |  |       |       |       |  |
|  | Chelsea            | Chelsea            | 1              | 4              | 5             |   |                 |                 |              |              |              |              |  |  |           |           |           |           |           |  |  |       |       |       |  |
|  | Chelsea            | Chelsea            | 1              | 4              | 5             |   | Chelsea         | Chelsea         | 4            | 2            | 6            |              |  |  |           |           |           |           |           |  |  |       |       |       |  |
|  |                    |                    |                |                |               |   | Chelsea         | Chelsea         | 4            | 2            | 6            |              |  |  |           |           |           |           |           |  |  |       |       |       |  |
|  |                    |                    | Bayern München | Bayern München | 2             | 3 | 5               |                 |              |              |              |              |  |  |           |           |           |           |           |  |  |       |       |       |  |
|  | Bayern München     | Bayern München     | Bayern München | Bayern München | 2             | 3 | 5               | 3               | 0            | 3            |              |              |  |  |           |           |           |           |           |  |  |       |       |       |  |
|  | Bayern München     | Bayern München     |                |                |               |   |                 |                 |              | 3            |              |              |  |  |           |           |           |           |           |  |  |       |       |       |  |
|  | Arsenal            | Arsenal            | 1              | 1              | 2             |   |                 |                 |              |              |              |              |  |  |           |           |           |           |           |  |  |       |       |       |  |
|  | Arsenal            | Arsenal            | 1              | 1              | 2             |   | Chelsea         | Chelsea         | 0            | 0            | 0            |              |  |  |           |           |           |           |           |  |  |       |       |       |  |
|  |                    |                    |                |                |               |   |                 |                 |              |              |              |              |  |  |           |           |           |           |           |  |  |       |       |       |  |
|  |                    |                    | Liverpool      | Liverpool      | 0             | 1 | 1               |                 |              |              |              |              |  |  |           |           |           |           |           |  |  |       |       |       |  |
|  | Liverpool          | Liverpool          | Liverpool      | Liverpool      | 0             | 1 | 1               | 3               | 3            | 6            |              |              |  |  |           |           |           |           |           |  |  |       |       |       |  |
|  | Liverpool          | Liverpool          |                |                |               |   |                 |                 |              | 6            |              |              |  |  |           |           |           |           |           |  |  |       |       |       |  |
|  | Bayer Leverkusen   | Bayer Leverkusen   | 1              | 1              | 2             |   |                 |                 |              |              |              |              |  |  |           |           |           |           |           |  |  |       |       |       |  |
|  | Bayer Leverkusen   | Bayer Leverkusen   | 1              | 1              | 2             |   | Liverpool       | Liverpool       | 2            | 0            | 2            |              |  |  |           |           |           |           |           |  |  |       |       |       |  |
|  |                    |                    |                |                |               |   | Liverpool       | Liverpool       | 2            | 0            | 2            |              |  |  |           |           |           |           |           |  |  |       |       |       |  |
|  |                    |                    | Juventus       | Juventus       | 1             | 0 | 1               |                 |              |              |              |              |  |  |           |           |           |           |           |  |  |       |       |       |  |
|  | Real Madrid        | Real Madrid        | Juventus       | Juventus       | 1             | 0 | 1               | 1               | 0            | 1            |              |              |  |  |           |           |           |           |           |  |  |       |       |       |  |
|  | Real Madrid        | Real Madrid        |                |                |               |   |                 |                 |              | 1            |              |              |  |  |           |           |           |           |           |  |  |       |       |       |  |
|  | Juventus           | Juventus           | 0              | 2              | 2             |   |                 |                 |              |              |              |              |  |  |           |           |           |           |           |  |  |       |       |       |  |

## Nyolcaddöntők

### Párosítások
| 1. csapat         | Össz.Tooltip Aggregate score | 2. csapat          | 1. mérk. | 2. mérk.   |
| ----------------- | ---------------------------- | ------------------ | -------- | ---------- |
| Real Madrid       | 1–2                          | Juventus           | 1–0      | 0–2 (h.u.) |
| Liverpool FC      | 6–2                          | Bayer Leverkusen   | 3–1      | 3–1        |
| PSV Eindhoven     | 3–0                          | AS Monaco          | 1–0      | 2–0        |
| Bayern München    | 3–2                          | Arsenal            | 3–1      | 0–1        |
| FC Barcelona      | 4–5                          | Chelsea            | 2–1      | 2–4        |
| Manchester United | 0–2                          | AC Milan           | 0–1      | 0–1        |
| Werder Bremen     | 2–10                         | Olympique Lyonnais | 0–3      | 2–7        |
| FC Porto          | 2–4                          | Internazionale     | 1–1      | 1–3        |

### 1. mérkőzések
Az időpontok közép-európai idő/közép-európai nyári idő szerint értendők.
| 2005. február 22. 20:45 |

| Real Madrid  | 1–0               | Juventus |
| ------------ | ----------------- | -------- |
| Helguera 31' | (1–0) Jegyzőkönyv |          |

| Santiago Bernabéu Stadium, Madrid Nézőszám: 75 000 Játékvezető: Ľuboš Micheľ (szlovák) |

| 2005. február 22. 20:45 |

| Liverpool FC                         | 3–1               | Bayer Leverkusen |
| ------------------------------------ | ----------------- | ---------------- |
| L. García 15' Riise 35' Hamann 90+2' | (2–0) Jegyzőkönyv | França 90+3'     |

| Anfield, Liverpool Nézőszám: 40 950 Játékvezető: Kyros Vassaras (görög) |

| 2005. február 22. 20:45 |

| PSV Eindhoven | 1–0               | AS Monaco |
| ------------- | ----------------- | --------- |
| Alex 8'       | (1–0) Jegyzőkönyv |           |

| Philips Stadion, Eindhoven Nézőszám: 31 225 Játékvezető: Luis Medina Cantalejo (spanyol) |

| 2005. február 22. 20:45 |

| Bayern München                  | 3–1               | Arsenal   |
| ------------------------------- | ----------------- | --------- |
| Pizarro 4' 58' Salihamidžić 65' | (1–0) Jegyzőkönyv | Touré 88' |

| Olympiastadion, München Nézőszám: 59 000 Játékvezető: Kim Milton Nielsen (dán) |

| 2005. február 23. 20:45 |

| FC Barcelona           | 2–1               | Chelsea              |
| ---------------------- | ----------------- | -------------------- |
| M. López 67' Eto'o 73' | (0–1) Jegyzőkönyv | Belletti 33' (öngól) |

| Camp Nou, Barcelona Nézőszám: 96 650 Játékvezető: Anders Frisk (svéd) |

| 2005. február 23. 20:45 |

| Werder Bremen | 0–3               | Olympique Lyonnais                |
| ------------- | ----------------- | --------------------------------- |
|               | (0–1) Jegyzőkönyv | Wiltord 9' Diarra 77' Juninho 80' |

| Weserstadion, Bremen Nézőszám: 36 925 Játékvezető: Frank De Bleeckere (belga) |

| 2005. február 23. 20:45 |

| Manchester United | 0–1               | AC Milan   |
| ----------------- | ----------------- | ---------- |
|                   | (0–0) Jegyzőkönyv | Crespo 78' |

| Old Trafford, Manchester Nézőszám: 67 150 Játékvezető: Manuel Mejuto González (spanyol) |

| 2005. február 23. 20:45 |

| FC Porto     | 1–1               | Internazionale |
| ------------ | ----------------- | -------------- |
| R. Costa 61' | (0–1) Jegyzőkönyv | Martins 24'    |

| Estádio do Dragão, Porto Nézőszám: 38 180 Játékvezető: Graham Poll (angol) |

### 2. mérkőzések
| 2005. március 8. 20:45 |

| AC Milan   | 1–0               | Manchester United |
| ---------- | ----------------- | ----------------- |
| Crespo 61' | (0–0) Jegyzőkönyv |                   |

| San Siro, Milánó Nézőszám: 79 100 Játékvezető: Herbert Fandel (német) |

| 2005. március 8. 20:45 |

| Olympique Lyonnais                                                   | 7–2               | Werder Bremen                    |
| -------------------------------------------------------------------- | ----------------- | -------------------------------- |
| Wiltord 8' 55' 63' Essien 17' 30' Malouda 60' Berthod 80' (11-esből) | (3–1) Jegyzőkönyv | Micoud 32' Ismaël 57' (11-esből) |

| Stade de Gerland, Lyon Nézőszám: 38 925 Játékvezető: Valentin Ivanov (orosz) |

| 2005. március 8. 20:45 |

| Chelsea                                      | 4–2               | FC Barcelona                  |
| -------------------------------------------- | ----------------- | ----------------------------- |
| Guðjohnsen 8' Lampard 17' Duff 19' Terry 76' | (3–2) Jegyzőkönyv | Ronaldinho 27' (11-esből) 38' |

| Stamford Bridge, London Nézőszám: 42 450 Játékvezető: Pierluigi Collina (olasz) |

| 2005. március 9. 20:45 |

| AS Monaco | 0–2               | PSV Eindhoven                          |
| --------- | ----------------- | -------------------------------------- |
|           | (0–1) Jegyzőkönyv | Vennegoor of Hesselink 26' Beasley 69' |

| Stade Louis II, Monaco Nézőszám: 15 125 Játékvezető: Steve Bennett (angol) |

| 2005. március 9. 20:45 |

| Bayer Leverkusen | 1–3               | Liverpool FC                |
| ---------------- | ----------------- | --------------------------- |
| Krzynówek 88'    | (0–2) Jegyzőkönyv | L. García 28' 32' Baroš 67' |

| BayArena, Leverkusen Nézőszám: 22 500 Játékvezető: Alain Sars (francia) |

| 2005. március 9. 20:45 |

| Arsenal   | 1–0               | Bayern München |
| --------- | ----------------- | -------------- |
| Henry 66' | (0–0) Jegyzőkönyv |                |

| Highbury, London Nézőszám: 35 450 Játékvezető: Massimo De Santis (olasz) |

| 2005. március 9. 20:45 |

| Juventus                    | 2–0 (h. u.)                 | Real Madrid |
| --------------------------- | --------------------------- | ----------- |
| Trezeguet 75' Zalayeta 116' | (0–0, 1–0, 1–0) Jegyzőkönyv |             |

| Stadio delle Alpi, Torino Nézőszám: 68 850 Játékvezető: Markus Merk (német) |

| 2005. március 15. 20:45 |

| Internazionale     | 3–1               | FC Porto     |
| ------------------ | ----------------- | ------------ |
| Adriano 6' 63' 87' | (1–0) Jegyzőkönyv | J. Costa 69' |

| San Siro, Milánó Nézőszám: 65 275 Játékvezető: Terje Hauge (norvég) |

## Negyeddöntők

### Párosítások
| 1. csapat          | Össz.Tooltip Aggregate score | 2. csapat      | 1. mérk. | 2. mérk.   |
| ------------------ | ---------------------------- | -------------- | -------- | ---------- |
| Liverpool FC       | 2–1                          | Juventus       | 2–1      | 0–0        |
| Olympique Lyonnais | 2–2 (t. 2–4)                 | PSV Eindhoven  | 1–1      | 1–1 (h.u.) |
| Chelsea            | 6–5                          | Bayern München | 4–2      | 2–3        |
| AC Milan           | 5–0                          | Internazionale | 2–0      | 3–0        |

### 1. mérkőzések
| 2005. április 5. 20:45 |

| Liverpool FC             | 2–1               | Juventus      |
| ------------------------ | ----------------- | ------------- |
| Hyypiä 10' L. García 25' | (2–0) Jegyzőkönyv | Cannavaro 63' |

| Anfield, Liverpool Nézőszám: 41 200 Játékvezető: Frank De Bleeckere (belga) |

| 2005. április 5. 20:45 |

| Olympique Lyonnais | 1–1               | PSV Eindhoven |
| ------------------ | ----------------- | ------------- |
| Malouda 12'        | (1–0) Jegyzőkönyv | Cocu 79'      |

| Stade de Gerland, Lyon Nézőszám: 39 200 Játékvezető: Pierluigi Collina (olasz) |

| 2005. április 6. 20:45 |

| AC Milan                  | 2–0               | Internazionale |
| ------------------------- | ----------------- | -------------- |
| Stam 45+1' Shevchenko 74' | (1–0) Jegyzőkönyv |                |

| San Siro, Milánó Nézőszám: 79 000 Játékvezető: Alain Sars (francia) |

| 2005. április 6. 20:45 |

| Chelsea                               | 4–2               | Bayern München                   |
| ------------------------------------- | ----------------- | -------------------------------- |
| J. Cole 4' Lampard 60' 70' Drogba 81' | (1–0) Jegyzőkönyv | Schweinsteiger 52' Ballack 90+3' |

| Stamford Bridge, London Nézőszám: 42 500 Játékvezető: Rene Temmink (holland) |

### 2. mérkőzések
| 2005. április 12. 20:45 |

| Bayern München                        | 3–2               | Chelsea                |
| ------------------------------------- | ----------------- | ---------------------- |
| Pizarro 65' Guerrero 90' Scholl 90+5' | (0–1) Jegyzőkönyv | Lampard 30' Drogba 80' |

| Olympiastadion, München Nézőszám: 59 000 Játékvezető: Manuel Mejuto González (spanyol) |

| 2005. április 12. 20:45 |

| Internazionale | 0–3 megállapított | AC Milan       |
| -------------- | ----------------- | -------------- |
|                | Jegyzőkönyv       | Shevchenko 30' |

| San Siro, Milánó Nézőszám: 79 000 Játékvezető: Markus Merk (német) |

A mérkőzés a 73. percben az AC Milan 1–0-s vezetésénél félbeszakadt, mert az Internazionale szurkolói pirotechnikai eszközöket dobáltak a pályára, ebből az egyik eltalálta az AC Milan kapusát, Didát. Az UEFA a mérkőzést 3–0-val az AC Milan javára írta, emellett az Internazionale a következő négy európai kupamérkőzését zárt kapuk mögött kellett lejátszania.
| 2005. április 13. 20:45 |

| Juventus | 0–0         | Liverpool FC |
| -------- | ----------- | ------------ |
|          | Jegyzőkönyv |              |

| Stadio delle Alpi, Torino Nézőszám: 65 000 Játékvezető: Valentin Ivanov (orosz) |

| 2005. április 13. 20:45 |

| PSV Eindhoven                          | 1–1 (h. u.)                 | Olympique Lyonnais             |
| -------------------------------------- | --------------------------- | ------------------------------ |
| Alex 50'                               | (0–1, 1–1, 1–1) Jegyzőkönyv | Wiltord 10'                    |
| Büntetőpárbaj                          |                             |                                |
| Robert Beasley Bouma Ooijer van Bommel | 4–2                         | Abidal Ben Arfa Essien Juninho |

| Philips Stadion, Eindhoven Nézőszám: 35 000 Játékvezető: Kim Milton Nielsen (dán) |

## Elődöntők

### Párosítások
| 1. csapat | Össz.Tooltip Aggregate score | 2. csapat     | 1. mérk. | 2. mérk. |
| --------- | ---------------------------- | ------------- | -------- | -------- |
| Chelsea   | 0–1                          | Liverpool     | 0–0      | 0–1      |
| AC Milan  | 3–3 (i.g.)                   | PSV Eindhoven | 2–0      | 1–3      |

### 1. mérkőzések
| 2005. április 26. 20:45 |

| AC Milan                    | 2–0               | PSV Eindhoven |
| --------------------------- | ----------------- | ------------- |
| Shevchenko 42' Tomasson 90' | (1–0) Jegyzőkönyv |               |

| San Siro, Milánó Nézőszám: 75 000 Játékvezető: Kírosz Vasszárasz (görög) |

| 2005. április 27. 20:45 |

| Chelsea | 0–0         | Liverpool FC |
| ------- | ----------- | ------------ |
|         | Jegyzőkönyv |              |

| Stamford Bridge, London Nézőszám: 42 500 Játékvezető: Alain Sars (francia) |

### 2. mérkőzések
| 2005. május 3. 20:45 |

| Liverpool FC | 1–0               | Chelsea |
| ------------ | ----------------- | ------- |
| L. García 4' | (1–0) Jegyzőkönyv |         |

| Anfield, Liverpool Nézőszám: 41 500 Játékvezető: Ľuboš Micheľ (szlovák) |

| 2005. május 4. 20:45 |

| PSV Eindhoven          | 3–1               | AC Milan        |
| ---------------------- | ----------------- | --------------- |
| Park 9' Cocu 65' 90+2' | (1–0) Jegyzőkönyv | Ambrosini 90+1' |

| Philips Stadion, Eindhoven Nézőszám: 35 000 Játékvezető: Terje Hauge (norvég) |

## Döntő
| 2005. május 25. 21:45 (20:45 CEST) |

| AC Milan                               | 3–3 (h. u.)                 | Liverpool FC                      |
| -------------------------------------- | --------------------------- | --------------------------------- |
| Maldini 1' Crespo 39' 44'              | (3–0, 3–3, 3–3) Jegyzőkönyv | Gerrard 54' Šmicer 56' Alonso 60' |
| Büntetőpárbaj                          |                             |                                   |
| Serginho Pirlo Tomasson Kaká Sevcsenko | 2–3                         | Hamann Cissé Riise Šmicer         |

| Atatürk Olimpiai Stadion, Isztambul Nézőszám: 70 025 Játékvezető: Manuel Mejuto González (spanyol) |